# Division IIB du Championnat du monde junior de hockey sur glace 2017
Le tournoi de la Division IIB du Championnat du monde junior de hockey sur glace 2017 a lieu à Logroño en Espagne du 7 au 13 janvier 2017.

## Format de la compétition
Le Championnat du monde junior de hockey sur glace est un ensemble de plusieurs tournois regroupant les nations en fonction de leur niveau. Les meilleures équipes disputent le titre dans la Division Élite.
Les 10 équipes de la Division Élite sont scindées en deux poules de 5 où elles disputent un tour préliminaire. Les 4 meilleures sont qualifiées pour les quarts de finale. Les derniers de chaque poule s'affrontent dans un tour de relégation, au meilleur des 3 matches. Le perdant est relégué en Division I A.
Pour les autres divisions qui comptent 6 équipes (sauf la Division III qui en compte 8), les équipes s’affrontent entre elles et, à l'issue de cette compétition, le premier est promu dans la division supérieure et le dernier est relégué dans la division inférieure.
Lors des phases de poule, les points sont attribués ainsi :
- victoire : 3 points ;
- victoire en prolongation ou aux tirs de fusillade : 2 points ;
- défaite en prolongation ou aux tirs de fusillade : 1 point ;
- défaite : 0 point.

## Résultats
| 7 janvier 2017 | Mexique | 3-5 (1-2, 1-1, 1-2) | Belgique | Pista De Hielo Lobete |

| Feuille de match | Feuille de match | Feuille de match | Feuille de match | Feuille de match              |
| ---------------- | ---------------- | ---------------- | ---------------- | ----------------------------- |
|                  |                  |                  |                  | Arbitrage : Juges de lignes : |
|                  |                  |                  |                  |                               |
|                  |                  |                  |                  |                               |
|                  |                  |                  |                  |                               |

| 7 janvier 2017 | Serbie | 2-3 (TB) (0-0, 1-1, 1-1, 0-0, 0-1) | Corée du Sud | Pista De Hielo Lobete |

| Feuille de match | Feuille de match | Feuille de match | Feuille de match | Feuille de match              |
| ---------------- | ---------------- | ---------------- | ---------------- | ----------------------------- |
|                  |                  |                  |                  | Arbitrage : Juges de lignes : |
|                  |                  |                  |                  |                               |
|                  |                  |                  |                  |                               |
|                  |                  |                  |                  |                               |

| 7 janvier 2017 | Espagne | 15-2 (4-1, 8-1, 3-0) | Australie | Pista De Hielo Lobete |

| Feuille de match | Feuille de match | Feuille de match | Feuille de match | Feuille de match              |
| ---------------- | ---------------- | ---------------- | ---------------- | ----------------------------- |
|                  |                  |                  |                  | Arbitrage : Juges de lignes : |
|                  |                  |                  |                  |                               |
|                  |                  |                  |                  |                               |
|                  |                  |                  |                  |                               |

| 8 janvier 2017 | Corée du Sud | 3-1 (1-0, 1-1, 1-0) | Belgique | Pista De Hielo Lobete |

| Feuille de match | Feuille de match | Feuille de match | Feuille de match | Feuille de match              |
| ---------------- | ---------------- | ---------------- | ---------------- | ----------------------------- |
|                  |                  |                  |                  | Arbitrage : Juges de lignes : |
|                  |                  |                  |                  |                               |
|                  |                  |                  |                  |                               |
|                  |                  |                  |                  |                               |

| 8 janvier 2017 | Australie | 5-6 (pr) (1-0, 3-3, 1-2, 0-1) | Mexique | Pista De Hielo Lobete |

| Feuille de match | Feuille de match | Feuille de match | Feuille de match | Feuille de match              |
| ---------------- | ---------------- | ---------------- | ---------------- | ----------------------------- |
|                  |                  |                  |                  | Arbitrage : Juges de lignes : |
|                  |                  |                  |                  |                               |
|                  |                  |                  |                  |                               |
|                  |                  |                  |                  |                               |

| 8 janvier 2017 | Espagne | 4-2 (2-1, 1-1, 1-0) | Serbie | Pista De Hielo Lobete |

| Feuille de match | Feuille de match | Feuille de match | Feuille de match | Feuille de match              |
| ---------------- | ---------------- | ---------------- | ---------------- | ----------------------------- |
|                  |                  |                  |                  | Arbitrage : Juges de lignes : |
|                  |                  |                  |                  |                               |
|                  |                  |                  |                  |                               |
|                  |                  |                  |                  |                               |

| 10 janvier 2017 | Corée du Sud | 4-1 (1-0, 1-1, 2-0) | Australie | Pista De Hielo Lobete |

| Feuille de match | Feuille de match | Feuille de match | Feuille de match | Feuille de match              |
| ---------------- | ---------------- | ---------------- | ---------------- | ----------------------------- |
|                  |                  |                  |                  | Arbitrage : Juges de lignes : |
|                  |                  |                  |                  |                               |
|                  |                  |                  |                  |                               |
|                  |                  |                  |                  |                               |

| 10 janvier 2017 | Serbie | 6-1 (2-0, 3-1, 1-0) | Belgique | Pista De Hielo Lobete |

| Feuille de match | Feuille de match | Feuille de match | Feuille de match | Feuille de match              |
| ---------------- | ---------------- | ---------------- | ---------------- | ----------------------------- |
|                  |                  |                  |                  | Arbitrage : Juges de lignes : |
|                  |                  |                  |                  |                               |
|                  |                  |                  |                  |                               |
|                  |                  |                  |                  |                               |

| 10 janvier 2017 | Espagne | 10-0 (4-0, 3-0, 3-0) | Mexique | Pista De Hielo Lobete |

| Feuille de match | Feuille de match | Feuille de match | Feuille de match | Feuille de match              |
| ---------------- | ---------------- | ---------------- | ---------------- | ----------------------------- |
|                  |                  |                  |                  | Arbitrage : Juges de lignes : |
|                  |                  |                  |                  |                               |
|                  |                  |                  |                  |                               |
|                  |                  |                  |                  |                               |

| 11 janvier 2017 | Australie | 0-6 (0-2, 0-1, 0-3) | Serbie | Pista De Hielo Lobete |

| Feuille de match | Feuille de match | Feuille de match | Feuille de match | Feuille de match              |
| ---------------- | ---------------- | ---------------- | ---------------- | ----------------------------- |
|                  |                  |                  |                  | Arbitrage : Juges de lignes : |
|                  |                  |                  |                  |                               |
|                  |                  |                  |                  |                               |
|                  |                  |                  |                  |                               |

| 11 janvier 2017 | Mexique | 0-12 (0-3, 0-6, 0-3) | Corée du Sud | Pista De Hielo Lobete |

| Feuille de match | Feuille de match | Feuille de match | Feuille de match | Feuille de match              |
| ---------------- | ---------------- | ---------------- | ---------------- | ----------------------------- |
|                  |                  |                  |                  | Arbitrage : Juges de lignes : |
|                  |                  |                  |                  |                               |
|                  |                  |                  |                  |                               |
|                  |                  |                  |                  |                               |

| 11 janvier 2017 | Belgique | 3-6 (0-2, 0-3, 3-1) | Espagne | Pista De Hielo Lobete |

| Feuille de match | Feuille de match | Feuille de match | Feuille de match | Feuille de match              |
| ---------------- | ---------------- | ---------------- | ---------------- | ----------------------------- |
|                  |                  |                  |                  | Arbitrage : Juges de lignes : |
|                  |                  |                  |                  |                               |
|                  |                  |                  |                  |                               |
|                  |                  |                  |                  |                               |

| 13 janvier 2017 | Serbie | 7-4 (3-0, 1-2, 3-2) | Mexique | Pista De Hielo Lobete |

| Feuille de match | Feuille de match | Feuille de match | Feuille de match | Feuille de match              |
| ---------------- | ---------------- | ---------------- | ---------------- | ----------------------------- |
|                  |                  |                  |                  | Arbitrage : Juges de lignes : |
|                  |                  |                  |                  |                               |
|                  |                  |                  |                  |                               |
|                  |                  |                  |                  |                               |

| 13 janvier 2017 | Belgique | 5-1 (2-0, 2-1, 1-0) | Australie | Pista De Hielo Lobete |

| Feuille de match | Feuille de match | Feuille de match | Feuille de match | Feuille de match              |
| ---------------- | ---------------- | ---------------- | ---------------- | ----------------------------- |
|                  |                  |                  |                  | Arbitrage : Juges de lignes : |
|                  |                  |                  |                  |                               |
|                  |                  |                  |                  |                               |
|                  |                  |                  |                  |                               |

| 13 janvier 2017 | Corée du Sud | 5-3 (1-1, 1-0, 3-2) | Espagne | Pista De Hielo Lobete |

| Feuille de match | Feuille de match | Feuille de match | Feuille de match | Feuille de match              |
| ---------------- | ---------------- | ---------------- | ---------------- | ----------------------------- |
|                  |                  |                  |                  | Arbitrage : Juges de lignes : |
|                  |                  |                  |                  |                               |
|                  |                  |                  |                  |                               |
|                  |                  |                  |                  |                               |

## Classement final
| Clt   | Équipe       | PJ | V | VP | D | DP | BP | BC | Diff | Pts |
| ----- | ------------ | -- | - | -- | - | -- | -- | -- | ---- | --- |
| +001, | Corée du Sud | 5  | 4 | 1  | 0 | 0  | 27 | 7  | +20  | 14  |
| +002, | Espagne      | 5  | 4 | 0  | 1 | 0  | 38 | 12 | +26  | 12  |
| +003, | Serbie       | 5  | 3 | 0  | 1 | 1  | 23 | 12 | +11  | 10  |
| +004, | Belgique     | 5  | 2 | 0  | 3 | 0  | 15 | 19 | -4   | 6   |
| +004, | Mexique      | 5  | 0 | 1  | 4 | 0  | 13 | 39 | -26  | 2   |
| +005, | Australie    | 5  | 0 | 0  | 4 | 1  | 9  | 36 | -27  | 1   |

- Promu en Division IIA en 2018
- Relégué en Division III en 2018

Pour les significations des abréviations, voir statistiques du hockey sur glace.

## Récompenses individuelles
| Rang | Joueur                   | Pays         | PJ | B | A  | Pts | +/− | Pun |
| ---- | ------------------------ | ------------ | -- | - | -- | --- | --- | --- |
| 1    | Oriol Rubio              | Espagne      | 5  | 5 | 6  | 11  | +3  | 4   |
| 2    | Mirko Dujmić             | Serbie       | 5  | 3 | 8  | 11  | +12 | 6   |
| 3    | Bruno Baldris Valls      | Espagne      | 5  | 1 | 10 | 11  | +5  | 2   |
| 4    | Ignacio Granell          | Espagne      | 5  | 6 | 4  | 10  | +3  | 0   |
| 5    | Alejandro Burgos Ramirez | Espagne      | 5  | 4 | 6  | 10  | +6  | 6   |
| 6    | Luka Vukičević           | Serbie       | 5  | 6 | 3  | 9   | +8  | 6   |
| 7    | Lazar Lestaric           | Serbie       | 5  | 4 | 5  | 9   | +7  | 0   |
| 8    | Arunas Bermejo           | Mexique      | 5  | 2 | 7  | 9   | -6  | 14  |
| 9    | Alfonso Garcia           | Espagne      | 5  | 1 | 7  | 8   | +7  | 0   |
| 9    | Nam Hee-doo              | Corée du Sud | 5  | 1 | 7  | 8   | +10 | 0   |

| Rang | Joueur               | Pays         | Min          | BC | Moy  | %Arr  | Bl |
| ---- | -------------------- | ------------ | ------------ | -- | ---- | ----- | -- |
| 1    | Shim Hyoun-seop      | Corée du Sud | 215 min 35 s | 6  | 1,67 | 93,68 | 0  |
| 2    | Jug Mitić            | Serbie       | 303 min 24 s | 12 | 2,37 | 92,73 | 1  |
| 3    | Lucas Serna Ezcurdia | Espagne      | 299 min 4 s  | 11 | 2,21 | 91,20 | 1  |
| 4    | Alex Tetreault       | Australie    | 266 min 33 s | 28 | 6,30 | 87,93 | 0  |
| 5    | Seppe Stroobants     | Belgique     | 149 min 16 s | 9  | 3,62 | 87,84 | 0  |

Pour les significations des abréviations, voir statistiques du hockey sur glace.
Nota : seuls sont classés les gardiens ayant joué au minimum 40 % du temps de jeu de leur équipe.